# Antiochos IV. Epifanés
Antiochos IV. Epifanés (z řeckého επιφανης, „zjevný, zřejmý, vznešený, slavný“) byl jedním ze syrských králů řecké dynastie Seleukovců, jež po smrti Alexandra III. Velikého, zvaného též Makedonský, ovládla asijskou část jeho veleříše. Otcem Antiocha Epifana byl Antiochos III. a matkou Laodiké III. Proti předpokladům Antiochos Epifanés nastoupil na trůn v letech 175–164 př. n. l., a to po smrti svého staršího bratra Seleuka IV. Filopatóra, jenž byl zavražděn svým kancléřem Héliodórem . Antiochos Epifanés započal s velmi pečlivou helenizací celé Seleukovské říše.

## Židé a helenizace za Antiocha Epifana
Jeruzalém a území obývané Židy se v době řecké nadvlády potácelo mezi politickými vlivy Seleukovské říše a sousední egyptské říše Ptolemaiovců. Část židovských aristokratů, kteří přestali praktikovat přikázání Tóry, podporovala helenizaci a přiklonila se na stranu Antiocha Epifana. Nedaleko jeruzalémského Chrámu byl vybudován gymnasion. V deuterokanonické knize Starého zákona, kterou známe pod názvem Druhá kniha Makabejská (4:14–15), se můžeme dočíst, že „ani kněží nebyli horliví v službách u oltáře, ale měli na mysli novoty. Oběti zanedbávali, protože spěchali, aby se mohli na cvičišti účastnit svévolného závodění v hodu diskem. To, čeho si vážili otcové, pokládali za nic, nade všecko jim byly helénské pocty.“ 
Když proti této praxi začal narůstat odpor ze strany Židů, kteří se drželi učení Tóry, vstoupil nakonec v roce 167 př. n. l. Antiochos Epifanés se svou armádou do Jeruzaléma a zcela zakázal židovské náboženství – zamezil vykonávání kultovních úkonů v Chrámu, zakázal zachovávání Šabatu, obřízku i čtení a studium Tóry. Zbožní Židé byli dokonce násilím nuceni k tomu, aby se účastnili obřadů pro helénské bohy. Poslední kapkou pro tyto Židy bylo, když 6. prosince 167 př. n. l. Antiochos Epifanés umístil do jeruzalémského Chrámu sochu Dia Olympského  a na oltáři chtěl obětovat vepře .
Zpočátku byl odpor spíše pasivní. Zbožní Židé hledali útočiště stranou od centra dění, někteří i na nehostinných místech v horách či v poušti. K organizovanému aktivnímu odporu se odhodlali až po události, ke které došlo asi v roce 165 př. n. l. ve vesnici Modi'in. Tam se starý kněz Matitjáš z hasmonejského rodu „vzepřel rozkazu obětovat modle, zabil královského úředníka i Žida ochotného obětovat a oltář zničil“ . Na stranu Matitjáše se v následném ozbrojeném střetu postavilo i jeho pět synů. Nejvýznamnější z nich byl Jehuda zvaný Makabi (hebrejsky „kladivo“), známý též pod počeštěným jménem Juda Makabejský, který celé povstání dovedl k dílčímu, o to však významnějšímu vítězství. Pod jeho vedením se v roce 164 př. n. l. podařilo osvobodit Jeruzalém od všech helenizátorů a znovu posvětit Chrám. Na památku této události Židé slaví svátek Chanuka.